# Караиндаш I
Караиндаш I — касситский царь Вавилонии, правил в XV веке до н. э.. Представитель III Вавилонской (касситской) династии.

### Строительство храма Инанны
Караиндаш I был первым касситским царём о котором упоминают не только более поздние источники, но и собственные его строительные надписи. Караиндаш I построил в Э-Анне, на священном участке в Уруке, храм Инанны, фасад которого был сложен из кирпичей, сформованных таким образом, что сложенные вместе, они составляли барельеф с изображениями как мужских, так и женских божеств, держащих кувшины с водой. В те времена эта оригинальная техника, возможно выросшая из наскальной живописи, не была известна в Месопотамии. Позднее её использовали В Вавилоне представители Халдейской династии, а также Ахемениды в Сузах и Персеполе. На кирпичах нанесена строительная надпись Караиндаша I на шумерском языке. Надпись называет его «Могущественным царём, царём Вавилона, царём Шумера и Аккада, царём касситов, царём Кардуниаша». Караиндаш I является первым царём Кардуниаша (букв. «Колония божества, вручившего землю»). Так, вероятно, первоначально называлась территория вдоль границы с Эламом, а позднее при касситах так стало называться всё царство Вавилония в целом.

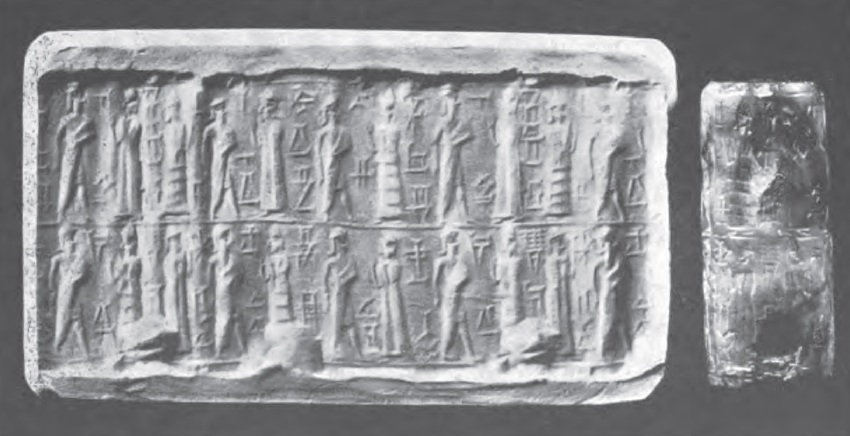
Цилиндрическая печать Ишкур-Мардука, сына Караиндаша, и оттиск печати на глине. Надпись гласит: «О [Шукамуна], господин, сияющий своей полнотой … твой свет действительно благоприятен: Ишкур-Мардук, сын Караиндаша, который молится тебе и почитает тебя». Музей археологии и антропологии Пенсильванского университета, Филадельфия

Оставаясь касситским царём, Караиндаш ясно подчёркивал, что он продолжает старую культурную и государственную традицию Шумера и Аккада. В своей урукской надписи он называет себя «любимым пастухом Инанны», то есть отождествляет себя, подобно древним царям, с супругом богини Инанны — пастухом Думузи — верный признак того, что он совершил здесь обряд священного брака. Аккадское имя носил по крайней мере один из его сыновей — Ишкур-Мардук, чьё имя означает «Он призвал Мардука».

### Дипломатические отношения
С Ашшуром, где тогда правил Ашшур-бел-нишешу, Караиндаш  I заключил договор о границе. Из документа, условно называемого «Синхронической историей» известно: 

«Караиндаш, царь страны Кардуниаш, и Ашшур-бел-нишешу, царь страны Ашшур, заключили между собой взаимный договор и дали взаимную клятву об этой границе».
Более поздний касситский царь Бурна-Буриаш II в своей переписке с фараоном Эхнатоном сохранившейся в Амарнском архиве (табличка EA 10) описывает Караиндаша как первого, кто вступил в дружеские отношения с Египтом: «Со времён Караиндаша, с тех пор как посланники ваших предков регулярно приезжали к моим предкам, до настоящего времени они (предки двух стран) были хорошими друзьями».
Некоторые исследователи считают, что именно этот царь встретился с победоносным фараоном Тутмосом III на Евфрате во время его семнадцатого похода и принёс ему подарки, завязав, таким образом, дружеские отношения с Египтом, поддерживающиеся и его преемниками. Однако египетские источники («Анналы Тутмоса III» Танини) составлены в высокопарных выражениях и неясны; нет уверенности даже в том, что Тутмос III встретился именно с вавилонским царём, а если это и был вавилонский царь, то не был ли это скорее предшественник Караиндаша I.
Данные о количестве лет его правления не сохранились.
| III Вавилонская (касситская) династия |                               |                            |
| Предшественник: Агум III              | царь Вавилона XV век до н. э. | Преемник: Кадашман-Харбе I |